# Мухамадиев, Ринат Сафиевич
Ринат Сафиевич Мухамадиев (тат. Ринат Сафа улы Мөхәммәдиев; род. 10 декабря 1948, Малые Кирмени, Мамадышский район, Татарская АССР, РСФСР, СССР) — советский и российский татарский писатель, литературовед и редактор. Свои произведения пишет на татарском языке. Заслуженный работник культуры Татарской АССР (1986). Заслуженный работник культуры Российской Федерации (2010).

## Биография
Ринат Мухамадиев родился в семье колхозников. В 1966 году окончил среднюю школу и затем поступил в Казанский государственный университет на факультет татарского языка и литературы, который окончил в 1971 году. После этого он поступил на работу на Казанское телевидение, где был редактором отдела молодёжных программ. В 1973—1976 годах учился в аспирантуре на кафедре журналистики Казанского государственного университета. Прервав обучение в аспирантуре, в 1977 году поступил на работу в редакцию журнала «Казан утлары» Союза писателей Татарской АССР, в скором времени став заместителем его главного редактора. В 1981 году стал главным редактором этого журнала. В 1979 году защитил в Московском университете диссертацию и стал кандидатом филологических наук.
В 1979 году вступил в Союз писателей СССР. В 1980 году поступил на работу в Татарское книжное издательство, став главой его парткома, в 1986 году возглавил это издательство, занимал эту должность до 1989 года. В 1989 году стал председателем правления Союза писателей Татарской АССР (впоследствии Республики Татарстан), сохранив этот пост до 1999 года. В 1990 году возглавил постоянную комиссию при Верховном совете РСФСР по культуре и национальным вопросам, прекратив выполнять эти обязанности в конце 1993 года после разгона Верховного совета. В 1995—1999 годах был депутатом Госсовета Татарстана. В 2000 году переехал в Москву, став заместителем председателя Международного сообщества писательских союзов в Москве; с 2005 года является главным редактором газеты «Татарский мир».
Мухаммадиев начал печататься в начале 1970-х годов и первоначально выступал только как литературный критик. Его первая лирическая повесть, «Первый подснежник» (1983, русский перевод — 1987), сразу принесла ему относительную известность. Следующей работой стала повесть «На память Гилемхану» (1986), по которой в 1995 году был снят одноимённый фильм. В 1989 году написал свой первый роман — социально-психологическое произведение «Львы и канарейки, или Невинные забавы мафии» (на русский язык переведён в 1992 году), следующим романом стало документальное повествование «Мост над адом» (1992, русский перевод — 1996) о государственном и политическом деятеле М. Султан-Галиеве, за которое писатель в 1993 году был удостоен звания лауреата Государственной премии Республики Татарстан имени Габдуллы Тукая. Далее последовали повесть «Белые скалы» (1995) и написанная в том же году документальная повесть «На раскалённой сковороде» (на русский язык переведена в 2002 году под названием «Крушение. Хроника бешеных дней»). Более поздние произведения: романы «Пуп земли» (2003, русский перевод — 2007), «Взлететь бы мне птицей» (2007, русский перевод — 2008).
В 2022 году поддержал вторжение России на Украину.

## Награды
- Почётное звание «Заслуженный работник культуры Российской Федерации» (2010 год) — за большие заслуги в области культуры, печати, телерадиовещания и многолетнюю плодотворную творческую деятельность[2].
- Почётное звание «Заслуженный работник культуры Татарской АССР[тат.]» (1986 год)[3].
- Государственная премия Республики Татарстан имени Габдуллы Тукая (1993 год) — за роман «Сират күпере» («Мост над адом»)[4].
- Международная премия имени М. А. Шолохова в области литературы и искусства (2002 год).